# Ботылёв, Василий Андреевич
Васи́лий Андре́евич Ботылёв (Ботылев; 24 февраля 1920, Рублёво, Московская губерния, РСФСР — 20 июля 1970, Москва, СССР) — капитан 3-го ранга, Герой Советского Союза (18.09.1943).

## Биография
В 1938 году после окончания рублёвской средней школы поступил в Севастопольское высшее военно-морское училище. По его окончании в 1941 году получил назначение в подразделение морской пехоты.
В боях Великой Отечественной войны с июня 1941 года.
Участник Керченско-Феодосийской десантной операции.
В ночь с 3 на 4 февраля 1943 года участвовал в высадке отвлекающего десанта под командованием майора Ц. Л. Куникова у поселка Станичка близ Новороссийска. После провала основного десанта в районе поселка Южная Озереевка отвлекающий десант стал основным. С этого началась эпопея легендарного плацдарма, получившего название «Малая Земля». 14 февраля 1943 года, после гибели Ц. Л. Куникова, Ботылёв возглавил командование отрядом. 27 марта остатки отряда были отведены в Геленджик.
С 20 апреля 1943 года отряд под командованием Ботылёва выполняет задачу по снабжению плацдарма «Малая Земля» боеприпасами, продовольствием и военными грузами. 15 августа 1943 года отряд был переброшен в Туапсе для пополнения до батальона.
В ночь с 9 на 10 сентября 1943 года личный состав батальона (который называли куниковским) под командованием капитан-лейтенанта В. А. Ботылёва в качестве штурмового отряда новороссийского десанта совершил высадку на причалы в центральной части Новороссийского порта. Группа Ботылёва из 35 десантников, захватив здание клуба моряков, в течение пяти дней, без пищи, воды, и при острой нехватке боеприпасов, вела ожесточенную оборону в условиях окружения, несколько раз вызывая огонь береговой артиллерии на себя. 16 сентября порт и город Новороссийск были освобождены.
18 сентября 1943 года Указом Президиума Верховного Совета СССР командиру 393-го отдельного батальона морской пехоты капитан-лейтенанту В. А. Ботылёву за проявленное мужество в боях за Новороссийск присвоено звание Героя Советского Союза.
После окончания войны продолжил службу в Военно-морском флоте. В 1956 году уволился в запас по болезни в звании капитана 3-го ранга и вернулся на родину. Проживал в Москве, принимал активное участие в военно-патриотическом воспитании молодёжи.
Скончался 20 июля 1970 года. Похоронен на Рублёвском кладбище в Москве.

## Память
- В 1968 году именем Василия Ботылёва была названа одна из улиц Новороссийска.
- В 1973 году, после смерти В. А. Ботылёва его именем была названа Кировская улица в посёлке Рублёво, где он родился.
- Именем В. А. Ботылёва названа одна из улиц в Геленджике.

## Награды
- Медаль «Золотая Звезда» Героя Советского Союза (Указ ПВС СССР от 18 сентября 1943)
- Орден Ленина (Указ Президиума Верховного Совета СССР от 18 сентября 1943)
- Орден Красного Знамени (приказ командующего войсками Крымского фронта от 13 февраля 1942 года № 0194)
- Орден Красного Знамени
- Орден Отечественной войны 2 степени
- Орден Красной Звезды